# Deckbergen
Deckbergen ist ein eingemeindetes Dorf der niedersächsischen Stadt Rinteln. Es liegt etwa 7 km nordöstlich der Altstadt von Rinteln.

## Lage
Der Ort erstreckt sich auf einer Höhe von etwa 60–150 m über Normalnull und hat 822 Einwohner (Stand: 31. Dezember 2022).

## Geschichte
Im Jahre 1835 zählte Deckbergen insgesamt 50 Häuser und 340 evangelische Einwohner (drei jüdische). Der Ort war dem Landgericht Rinteln zugeteilt.
„Die evangelische Schulstelle zu Deckbergen soll in Kürze anderweit besetzt werden. Das Grundgehalt der Stelle beträgt 1050 Mark“, verlautet im Amtsblatt der Königlichen Regierung zu Cassel von 1902.
Deckbergen war bis vor wenigen Jahrzehnten ein staatlich anerkannter Luftkurort. Zu dieser Zeit gab es viele Pensionen, mit denen nicht wenige Bürger ihren Lebensunterhalt erwirtschafteten.

## Sehenswürdigkeiten
In der evangelischen Pfarrkirche St. Petri befindet sich der 169 cm hohe Torso eines Kruzifixus eines um 1200 entstandenen Triumphkreuzes.
- Schaumburg
- Paschenburg

## Politik

### Ortsrat
Kommunalrechtlich bilden die Ortsteile Deckbergen, Schaumburg und Westendorf eine Ortschaft, für die ein gemeinsamer Ortsrat gewählt wird.
Bei den vergangenen Kommunalwahlen ergaben sich folgende Sitzverteilungen:
| Wahljahr                                                                             | SPD | CDU | WGS | RI | Gesamt  |
| ------------------------------------------------------------------------------------ | --- | --- | --- | -- | ------- |
| 2021                                                                                 | 5   | 1   | 2   | 1  | 9 Sitze |
| 2016                                                                                 | 4   | 3   | 2   | -  | 9 Sitze |
| 2011                                                                                 | 5   | 2   | 2   | -  | 9 Sitze |
| WGS: Wählergemeinschaft Schaumburg in Rinteln RI: Wählerbündnis Rintelner Interessen |     |     |     |    |         |

### Ortsbürgermeisterin
Als Ortsbürgermeisterin wurde Gisela Stasitzek gewählt. Sie ist die erste Frau in dieser Position in einem Ortsteil der Stadt Rinteln.

## Wirtschaft und Infrastruktur
Größter Industriebetrieb in Deckbergen ist das Betonfertigteile-Werk der Klebl Unternehmensgruppe (Klebl Werk Deckbergen), welches zuvor unter dem Namen Imbau unter der Philipp Holzmann AG firmiert war. Darüber hinaus finden sich u. a. ein großer Putenmast-Betrieb, eine Schuhfabrik, diverse kleine Unternehmen verschiedener Branchen und einige Ladengeschäfte wie z. B. eine Bäckerei und ein Imbiss.
Nicht weit südlich des Dorfes liegen an der Kleinenwiedener Straße mehrere große Kiesteiche, an denen im Sommer Angel- und Schwimmbetrieb herrscht. Bis gegen Ende der 1990er Jahre gab es im nördlichsten Teil Deckbergens – direkt am Waldrand – ein kleines Schwimmbad, welches, weil großer Sanierungsbedarf bestand, aber für die teure Sanierung die Mittel fehlten, geschlossen werden musste.
Da der Anschluss Deckbergens an das Telefonnetz seinerzeit über die Vermittlungsstelle Hessisch-Oldendorf (Rohdener Weg) realisiert wurde, hat der Ort daher nicht die Vorwahl von Rinteln, sondern von Hessisch Oldendorf (05152).
Seit Juli 2011 ist Deckbergen, ebenfalls von Hessisch Oldendorf aus, an das DSL-Internet angeschlossen.

## Verkehr
Die durch Deckbergen verlaufende B 83 wurde in den Jahren 1999/2000 ausgebaut. Der bis 1983 betriebene Bahnhof in Deckbergen an der Bahnstrecke Elze–Löhne wurde aufgrund mangelnden Betriebs aufgelöst. Heute sind nur noch die Reste der Bahnhofsgleise im südlichen Teil Deckbergens zu finden.

## Persönlichkeiten
- Wilhelm Meyer (1793–1868), Mitglied der kurhessischen Ständeversammlung
- Heinrich Hoff (1914–1976), Kommunalpolitiker